# Obchod s lidmi
Obchod s lidmi (někdy také nazývané novodobé otroctví) je nelegální činnost v mnoha zemích světa, která je v současnosti také trestná. V minulosti se jednalo i o klasické otrokářství (rovníková Afrika), dnes může jít i například o obchod s dětmi, obchod se ženami (obvykle za účelem prostituce či natáčení pornografie), případně o obchod s lidskými tělesnými orgány, tedy s částmi živých nebo mrtvých lidí. Tyto praktiky jsou v převážné většině zemí světa nelegální a obvykle jsou zde také pokládány za závažný trestný čin. Tato trestná činnost bývá často navázána na další formy a typy trestné činnosti, například na pašeráctví nebo ilegální obchod s drogami, zbraněmi, zvířaty apod.
Jeho výskyt podporuje nerovnováha mezinárodních ekonomických vztahů, chudoba, tolerance k porušování lidských práv a politická nestabilita v zemích původu. Dalšími důvody jsou nedostatečná informovanost veřejnosti i obětí a nedostatečné právní vědomí, posunutý systém hodnot ve společnosti, přílišná orientace na principy tržního chování a mýtus lehkého a pokojného života v bohatších zemích, případně vysoká poptávka po levném, prodejném sexu a po levné pracovní síle v cílových zemích. Často i nejrůznější formy genderové či rasové diskriminace.

## Rizikové faktory a zranitelné skupiny v obchodu s lidmi
Přestože se obětí obchodu s lidmi se může stát kdokoliv, existují rizikové faktory, které člověka činí obzvlášť zranitelným. Patří mezi ně:
- Věk: děti, mládež a mladí dospělí jsou obecně více žádanou skupinou v oblasti obchodu s lidmi. Děti jsou obzvláště zranitelné, protože jsou snáze podvedeny či manipulovány
- Pohlaví: ženy a dívky jsou obzvláště zranitelné vůči sexuálnímu vykořisťování
- Osoby patřící k menšinové skupině: příslušnost k etnické menšině, minoritní sexuální orientace či příslušnost k jakékoliv jiné minoritní skupině
- Nezletilé osoby bez doprovodu nebo oddělené od rodičů/zákonných zástupců: děti bez doprovodu nebo s doprovodem osoby, která není jeho zákonným zástupcem či děti bez dokumentace při přechodu hranic jsou vůči obchodu s lidmi nejvíce zranitelné
- Zkušenosti s násilím, zneužíváním či vykořisťováním v rámci rodiny
- Traumatizované osoby
- Neomezený a nekontrolovaný přístup k internetu a sociálním sítím[3]
- Tíživá socioekonomická situace
- Omezené jazykové prostředky: omezená znalost či neznalost jazyka
- Osoby dobrovolně se živící prostitucí[2]

Podle 2. čl, 2. odst. směrnice Evropského parlamentu a Rady je Zranitelným postavením je taková situace, v níž dotčená osoba nemá jinou skutečnou nebo přijatelnou možnost, než podvolit se zneužívání.
Aby se zabránilo obchodu s lidmi, vznikají vzdělávací a informační programy zaměřené na potenciální oběti.

## Prevence obchodu s lidmi v Česku
Jen zřídka se stává, že sama oběť vyhledá orgány činné v trestném řízení. Častější variantou je, že oběti jsou omezeny na svobodě, hlídány. Bývá také běžné vyhrožování celé rodině, aby byl navýšen strach a nebyla trestná činnost nahlášena úřadům, policii. V těchto situacích je těžké oběti identifikovat.[zdroj⁠?!]

### Program podpory a ochrany obětí
V rámci Národní strategie boje proti obchodování s lidmi za účelem sexuálního vykořisťování v České republice byl vládou schválen i „Model podpory a ochrany obětí obchodování s lidmi za účelem sexuálního vykořisťování v České republice“. Je určen všem pravděpodobným obětem obchodu s lidmi starší 18 let, které do programu chtějí vstoupit. Pokud pravděpodobná oběť chce do programu vstoupit, musí přerušit kontakty se zločineckým prostředím a dodržovat veškerá bezpečnostní opatření.
Cílem programu je poskytnout obětem podporu a ochranu prostřednictvím pracovníků Ministerstva vnitra České republiky. Program má mimo jiné motivovat oběti k podání svědecké výpovědi a pomoci tak orgánům činných v trestním řízení při stíhání, odhalování a usvědčení pachatelů.

## Právní úprava
První deklarace o odsouzení otroctví jako nehumánního a nemorálního prostředku se objevila již v roce 1815 v rámci Vídeňského kongresu. V průběhu devatenáctého století na tuto deklaraci navázala řada mezinárodních smluv, jejichž cílem bylo vymizení otroctví a obchodu s otroky, především na moři. V průběhu 20. století vznikly další úmluvy, které se zaměřovaly na sexuální zneužívání žen a dětí.
Na tyto dokumenty reagovala a navázala Úmluva o potlačení a zrušení obchodu s lidmi a prostituce a využívání prostituce druhých osob (v roce 1949) a v roce 2005 přijala Rada Evropy speciální úmluvu věnovanou obchodování s lidmi (The Council of Europe Convention on Action against Trafficking in Human Beings). Tato úmluva se zaměřuje jak na zabránění obchodu s lidmi, tak k ochraně obětí. Je platná mezinárodně.

### Trestní zákoník ČR
Obchodováním s lidmi je uvedeno v trestním zákoníku České republiky (zákon č. 40/2009 Sb.), konkrétně je skutková podstata trestného činu Obchodování s lidmi zakotvena v jeho § 168. Jako obchodování s lidmi se bere obchod za účelem otroctví, nevolnictví, nucených prací či za účelem sexuálního zneužívání. Dalšími nelegálními účely tohoto obchodování je získání tkání, buněk či lidských orgánů. Takové obchodování s lidmi je v České republice trestáno odnětím svobody od 2 až do 18 let.

### Mezinárodněprávní úprava
V boji proti obchodování s lidmi se používá několik metod. Vše směřuje k eliminování problematiky obchodování s lidmi bez ohledu na jeho účelu.
- Trestnoprávní represe, postavení oběti obchodu s lidmi, zajištění bezpečnosti
Česká republika vyhlásila a přijala několik smluv, které souvisí s problematikou.
- Mezinárodní úmluva o potírání obchodu s děvčaty ( Paříž, 4.5.1910)
- Mezinárodní úmluva o potírání obchodu s ženami a dětmi (Bern, 30.9.1921)
- Úmluva OSN o otroctví (1926)
- Úmluva mezinárodní organizace práce (1930)
- Mezinárodní úmluva o potírání obchodu s dospělými ženami( Ženeva, 1933)
- Úmluva OSN o potlačení obchodu s lidmi a využívání prostituce druhých osob (1949)
- Úmluva o ochraně lidských práv a základních svobod (1950) + Dodatková úmluva o odstranění otroctví, obchodu otroky a institucí a praktik podobných otroctví (1956)
- Úmluva Mezinárodní organizace práce a odstranění nucené práce (1957)
- Evropská sociální charta
- Mezinárodní pakt o občanských a politických právech (1966)
- Úmluva OSN o odstranění všech forem diskriminace žen (1979)
- Haagská úmluva o občanskoprávních aspektech mezinárodních únosů dětí (1980)
- Úmluva OSN proti mučení a jinému krutému, nelidskému či ponižujícímu zacházení nebo trestání (1984)
- Úmluva OSN o právech dítěte (1989)
- Evropská úmluva o zabránění mučení a nelidskému či ponižujícímu zacházení nebo trestání (1992)
- Úmluva OSN proti nadnárodnímu organizovanému zločinu (2000)
- Protokol proti prevenci, potlačování a trestání obchodování s osobami, zejména ženami a dětmi (2002)
- Protokol proti pašování přistěhovalců po zemi, po moři a letecky (2002)

### Dokumenty Rady Evropy
Základní dokument je Evropská úmluva o ochraně lidských práv a základních svobod z Říma roku 1950. Až v roce 2000 byli zapojeny členské státy EU do boje proti obchodu s lidmi. Státy musí zajistit díky této úmluvě a jejím dodatkům legislativu. Státy nesou odpovědnost za to, že budou stíhat, trestat a zatýkat všechny podezřelé a odpovědné za obchodování s lidmi.

### Dokumenty Evropské unie
Základem jsou Schengenské dohody. Tyto dohody chrání vnitřní bezpečnost a veřejný pořádek členských států.
Dále také Charta základních práv občanů Evropské unie z roku 2000, ve které se píše, že obchod s lidmi je zakázán.
Na začátku 20. století byla jak vnitrostátní, tak i mezinárodní právní úprava obchodování s lidmi ještě nedostatečná. Obchod s lidmi se naopak rozvíjel a využívalo se i nových dopravních možností. Z tohoto důvodu se začínal rozšiřovat názor na sjednocení zemí zainteresovaných do obchodu s lidmi na spolupráci. Proto se začaly konat jedny z prvních konferencích zaměřené na obchodování s lidmi a začali se vytvářet první mezinárodní dokumenty zaměřené na boj proti obchodování s lidmi.

## Druhy obchodů s lidmi

### Sexuální vykořisťování
Tato forma obchodu s lidmi je jeho nejviditelnější a nejdiskutovanější součástí. V roce 2009 bylo podle Úřadu pro drogy a kriminalitu OSN (UNODC) 79 % všech obětí obchodováno právě za účelem sexuálního vykořisťování. Ovšem je zde možnost, že statistika může být zkreslená, jelikož taková činnost je těžce odhalitelná.

### Obchod s lidskými orgány a tkáněmi
Obchod s lidskými orgány je poměrně častý a rozrůstá se na černém trhu. Je zjištěno, že nejčastější orgán k obchodu je ledvina. Jako obchod s lidmi je tato praktika braná pouze v případě, kdy „dárce“ nesvolil k dobrovolnému odběru, ale byl k tomu donucen.

### Nelegální adopce
Nelegální adopce spadá do kategorie „obchodu s lidmi“ v případě, kdy je dítě zakoupeno s úmyslem, aby bylo zneužito, ať už formou otroctví či sexuálně.

### Nucené práce
Vykořisťování lidí k nucené práci je druhým nejčastějším účelem obchodu s lidmi. V roce 2009 jej tvořilo 17 % celkového obchodu s lidmi, ovšem i toto číslo může být zkresleno. Sem spadají především práce v zemědělství, ale také třeba pašování drog.

#### Práce v domácnosti
Oběti nucených prací v domácnosti jsou překupníky umístěny do soukromých rezidencí. Jsou obzvláště zranitelné vůči týrání – jsou většinou v domě „zaměstnavatele“ izolované a vzhledem k nedostatku jazykových prostředků a sociálního začlenění jim chybí dostatečné kontakty v místě, kde pracují. Tyto podmínky zvyšují riziko, že oběti budou k práci donuceny. Tato strategie představuje velmi nízké riziko odhalení „zaměstnavatelů“ i překupníků.

#### Dětská práce
Dětská práce zahrnuje prodej nezletilých osob, nucenou práci či službu, dluhové otroctví a jiné formy vykořisťování.  Z celkového počtu 160 milionů pracujících dětí (podle statistik z roku 2021) 70% z nich pracuje v zemědělství, 20% ve službách a 10% v průmyslu. Nucená dětská práce převažuje u chlapců. Pouze u domácí práce vykonávané nejméně 21 hodin týdně je poměr chlapců a dívek vyrovnaný. „Téměř 28 % dětí ve věku 5 až 11 let a 35 % dětí ve věku 12 až 14 let, které jsou nuceny vykonávat dětskou práci, vůbec nechodí do školy.“